# Пангелинан, Захари
Захари Пангелинан (англ. Zachary Pangelinan; род. 16 июня 1988, Хагатна, Гуам) — игрок в регби в составе «Иглз». Дебютировал 17 ноября 2012 года на позиции фулбэка.
Ранее играл в футбол и выступал на позиции полузащитника национальной сборной Гуама и клуба «Гуам Шипъярд».

## Футбольная карьера

### Клубная карьера
Выступает за клуб «Гуам Шипъярд», с которым выиграл два чемпионских титула в Лиге Гуама в 2005 и 2006 году, а также дважды становился чемпионом в составе молодёжной сборной Гуама, которая выступала в чемпионате в 2004 году в статусе самостоятельной команды.

### Международная карьера
В составе национальной сборной Гуама дебютировал в 2005 году в рамках Чемпионата Восточной Азии. В отборочном турнире в игре со сборной Монголии забил первый гол, а его команда победила со счётом 5-2. В рамках розыгрыша Кубка вызова АФК 2008 года забил сборной Китайского Тайбэя, а его команда сенсационно вела 1-0, однако в итоге проиграла 4-1. Затем Захари отличился в финальной части квалификации, забив в ворота сборной Пакистана, однако команда уступила со счётом 9-2. В рамках отборочного турнира к Чемпионату Восточной Азии 2008 в матче со сборной Северных Марианских островов отличился в обоих матчах, а в домашнем матче забил пять мячей.

### Выступления и голы за национальную сборную
Принимал участие в Чемпионатах Восточной Азии по футболу 2005 и 2008 годов.
В Чемпионате Восточной Азии 2008 принял участие всего в 3 официальных матчах — игры со сборной Северных Марианских островов не считались международными играми класса «А». Таким образом, не были засчитаны две игры и 7 мячей. Также принимал участие в трех матчах в рамках отборочного турнира Кубка вызова АФК 2008 года, где дважды отличился.

### Голы за национальную сборную
| №  | Дата          | Место                               | Соперник                    | Голы | Результат | Соревнование                                                               |
| -- | ------------- | ----------------------------------- | --------------------------- | ---- | --------- | -------------------------------------------------------------------------- |
| 1. | 9 марта 2005  | Футбольный стадион Чжуншань, Тайбэй | Монголия                    | 1    | 1 — 4     | Чемпионат Восточной Азии по футболу 2005 (квалификация)                    |
| 2. | 25 марта 2007 | Спортивный комплекс Олеаи, Сайпан   | Северные Марианские Острова | 2    | 3 — 2     | Чемпионат Восточной Азии по футболу 2008 (квалификация)                    |
| 3. | 1 апреля 2007 | Национальный стадион, Хагатна       | Северные Марианские Острова | 5    | 9 — 0     | Чемпионат Восточной Азии по футболу 2008 (квалификация)                    |
| 4. | 23 июня 2007  | Олимпийский комплекс Макао, Макао   | Монголия                    | 1    | 2 — 5     | Чемпионат Восточной Азии по футболу 2008 (квалификация), игра за 5-е место |
| 5. | 4 апреля 2008 | Футбольный стадион Чжуншань, Тайбэй | Китайский Тайбэй            | 1    | 1 — 4     | Кубок вызова АФК 2008 (отборочный турнир)                                  |
| 6. | 6 апреля 2008 | Футбольный стадион Чжуншань, Тайбэй | Пакистан                    | 1    | 2 — 9     | Кубок вызова АФК 2008 (отборочный турнир)                                  |